# Emiko Suzuki
Pour les articles homonymes, voir Suzuki (homonymie).
Emiko Suzuki (鈴木 絵美子, Suzuki Emiko), née le 12 novembre 1981 à Saitama, est une nageuse synchronisée japonaise.

## Carrière
Lors des Jeux olympiques de 2004 à Athènes, Emiko Suzuki remporte en ballet avec Miya Tachibana, Miho Takeda, Juri Tatsumi, Yoko Yoneda, Michiyo Fujimaru, Naoko Kawashima, Kanako Kitao et Saho Harada la médaille d'argent olympique.
Elle participe aux deux épreuves de natation synchronisée aux Jeux olympiques d'été de 2008 à Pékin. Elle est médaillée de bronze en duo avec Saho Harada et sixième en ballet.